# Vriesea fenestralis
Vriesea fenestralis là một loài thuộc chi Vriesea. Đây là loài đặc hữu của Brasil.

## Giống
- Vriesea 'Burgundy Bubbles'
- Vriesea 'Caramel Fudge'
- Vriesea 'El Supremo'
- Vriesea 'Elfi Natascha'
- Vriesea 'Emerald Meadows'
- Vriesea 'Fenestralo-Fulgida'
- Vriesea 'Fenestralo-Rex'
- Vriesea 'Frost Bite'
- Vriesea 'Ginoti'
- Vriesea 'Kakadu'
- Vriesea 'Magnisiana'
- Vriesea 'Magnusiana'
- Vriesea 'Mandy'
- Vriesea 'Mortfontanensis'
- Vriesea 'Natascha'
- Vriesea 'Red Ladder'
- Vriesea 'Sassie Sue'
- Vriesea 'Sphinx'
- Vriesea 'You Beaut'